# تونغو دومبيا (مغني)
تونغو دومبيا (بالإسبانية: Tongo)‏ (و. 1957  م) هو مغني، وكاتب أغاني بيروفي، ولد في جونين، بدأ مشواره المهني سنة 1980.